# ژینگیالو هاتس
ژینگیالُو هاتس (ارمنی: Ժենգյալով հաց) نوعی نان صاف است که با گیاهان خردشده و سبزیجات سبز پر می‌شود و خوراک سنتی ارمنیان ساکن جمهوری آرتساخ می‌باشد.
در پایان آوریل ۲۰۱۵ جشنواره ژینگیالو هاتس در جمهوری آرتساخ برگزار شد.
در این خوراک از بیست نوع سبزی استفاده می‌شود. خمیر نان ساخته شده از آرد، نمک و آب می‌باشد و درون نان را با بیست نوع سبزی مانند:(نعنای فلفلی، نعنا، شوید، ترشکیان، گزنه و غیره)، (سبزی‌ها ریز ریز می‌شود و با اضافه کردن نمک، فلفل و روغن مخصوص) پُر می‌کنند و بر روی قطعه‌ای آهنی به نام «ساج» که بر روی آتش قرار گرفته گذاشته می‌شود، و آرام پخته می‌شود با توجه به منطقه طعم پخت متفاوت است.
این خوراک آماده همراه با آبجو، دوغ یا شراب ارمنی مصرف می‌شود. مصرف ژینگیالو هاتس خصوصاً در زمان روزه بزرگ متداول می‌باشد.

## نگارخانه

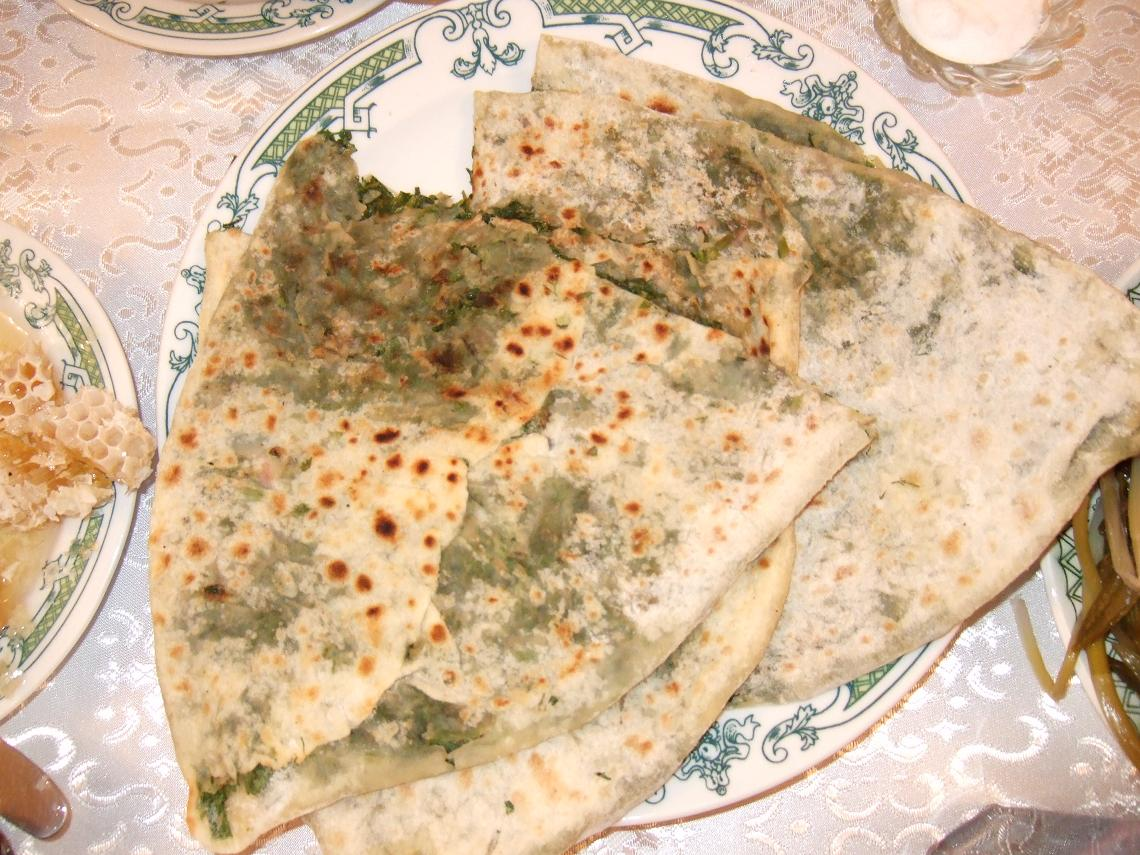
ژینگیالو هاتس آماده‌شده
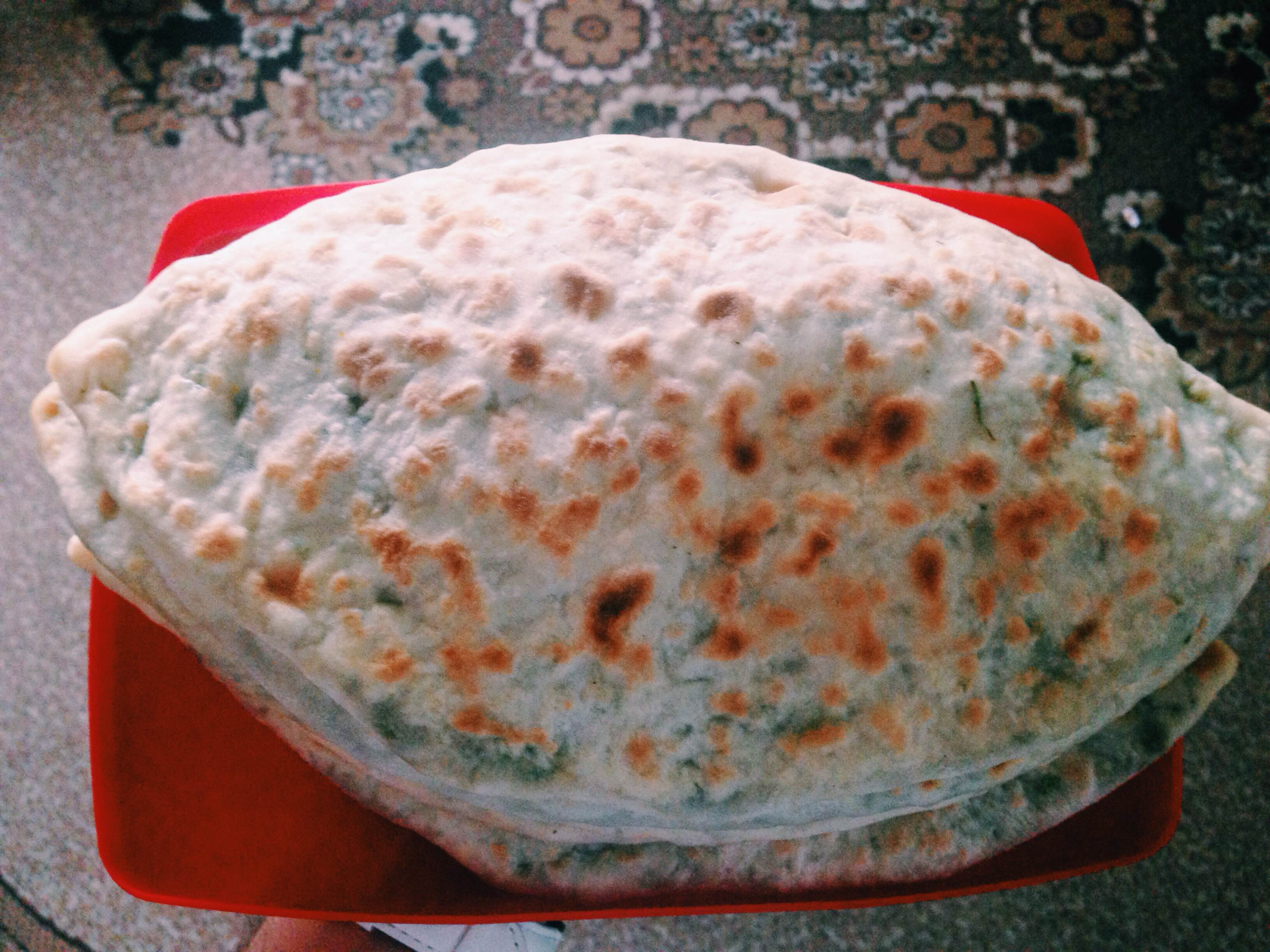
ژینگیالو هاتس آماده برای مصرف
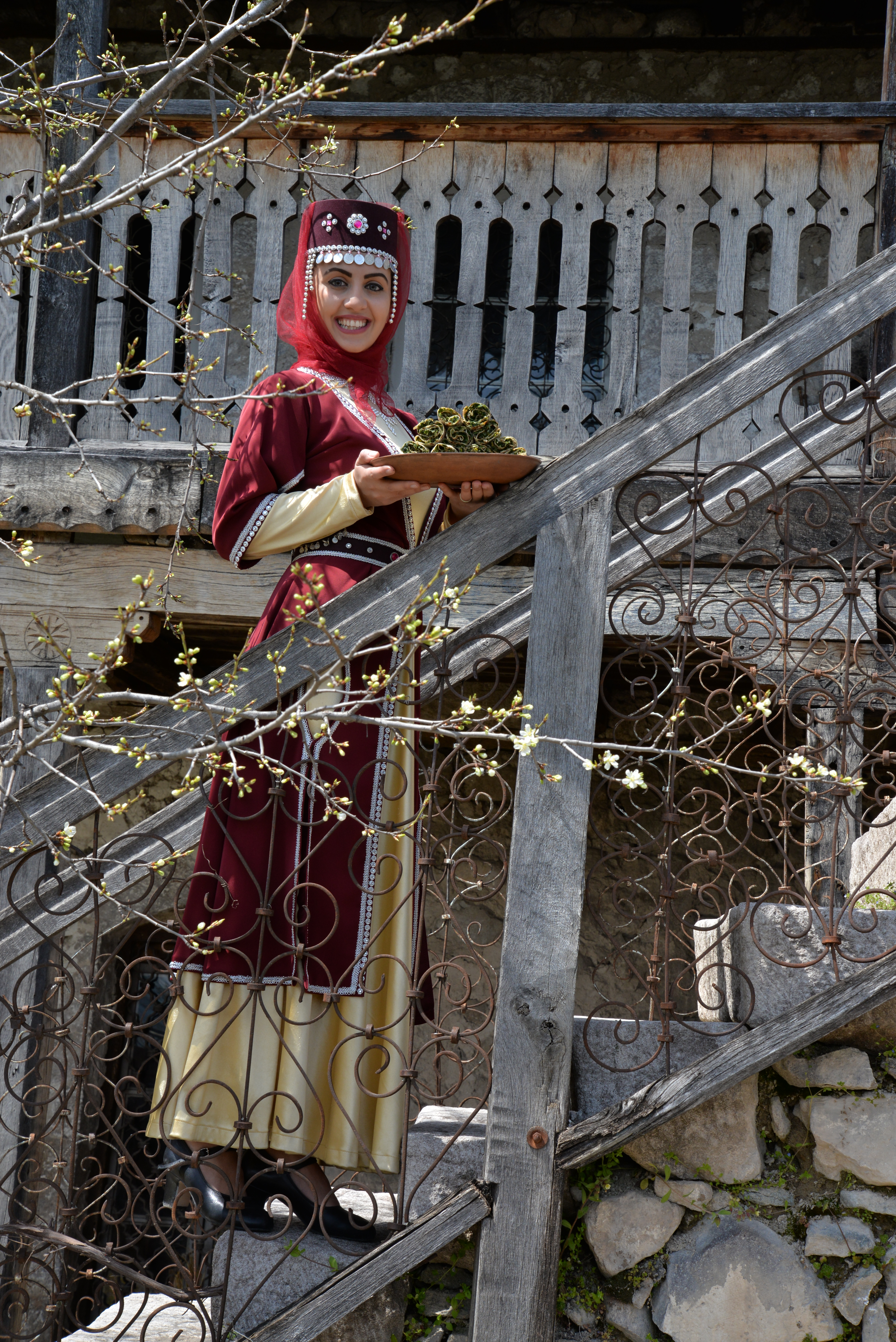
ژینگیالُو هاتس سنتی آرتساخ
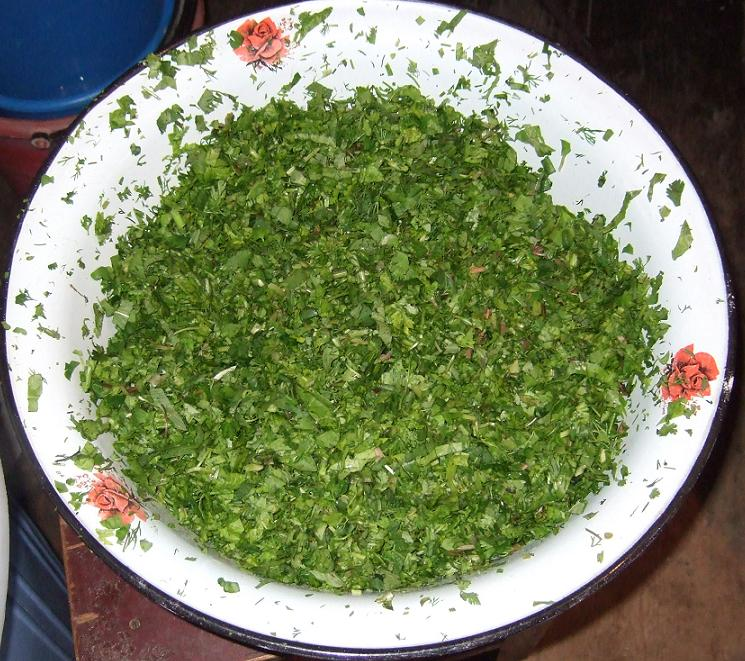
سبزی خُردشده
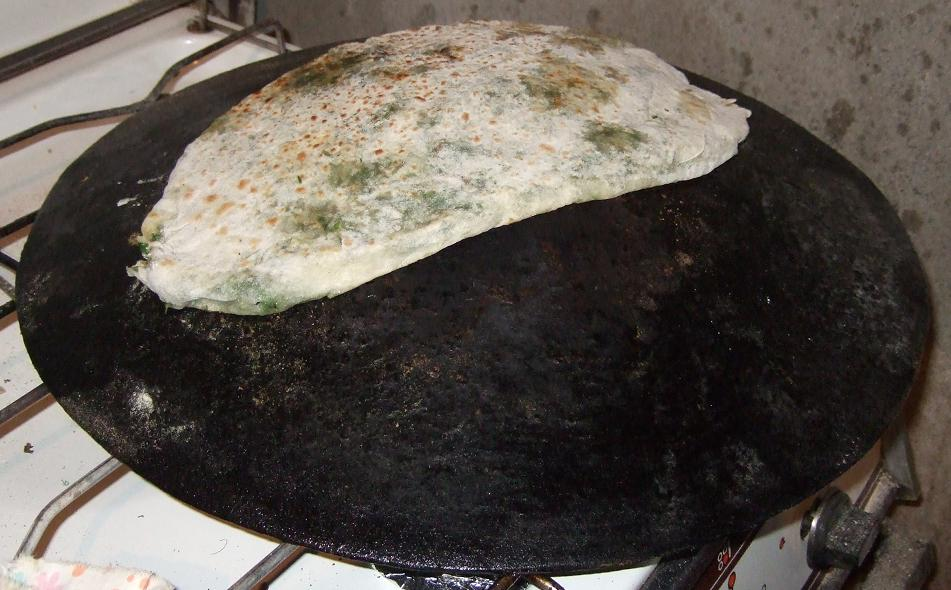
تهیهٔ ژینگیالو هاتس